# Embalses Guadalhorce-Guadalteba
Los embalses Guadalhorce-Guadalteba son un conjunto de seis embalses del curso medio de río Guadalhorce y dos de sus mayores afluentes: el río Turón y el río Guadalteba. Se encuentran enclavados en un entorno natural del centro de la provincia de Málaga, comunidad autónoma de Andalucía (España).
En el entorno se hallan tres embalses de grandes dimensiones: Conde de Guadalhorce, sobre el río Turón, Guadalhorce y Guadalteba, ubicados entre los términos municipales de Ardales, Teba, Campillos, Álora y Antequera. Los embalses menores son el de Gaitanejo, el embalse del Tajo de la Encantada y el embalse Superior del Tajo de la Encantada. 

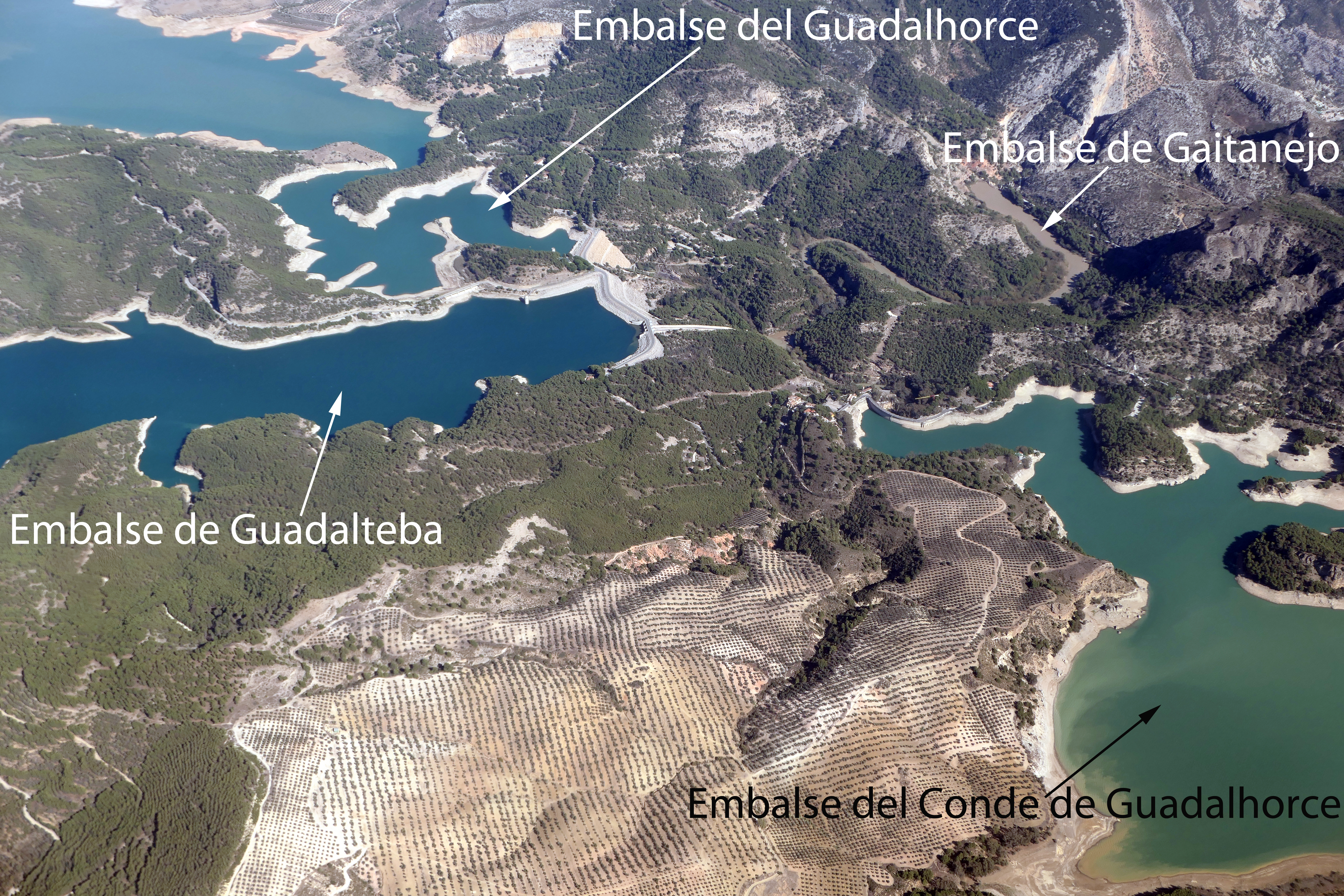
Vista aérea de parte de cuatro de los embalses: Guadalhorce, Guadalteba, Gaitanejo y Conde de Guadalhorce.

## Historia
- Embalse Conde de Guadalhorce: las obras de este embalse se iniciaron en el otoño de 1914 bajo la dirección del ingeniero Rafael Benjumea, al cual fue otorgado el título de Conde de Guadalhorce de mano del rey Alfonso XIII. Las obras concluyeron el 21 de mayo de 1921, para lo que se contó con la inauguración del rey Alfonso XIII. Este embalse fue denominado, en un principio, pantano del Chorro, pero en 1953 pasó a llamarse embalse del Conde de Guadalhorce.

- Embalse Guadalteba-Guadalhorce: las obras de estos dos nuevos embalses fueron posteriores, concretamente en la primavera de 1966. La construcción de estas dos nuevas presas se llevaron a cabo para regular el agua de los ríos Guadalteba y Guadalhorce.

La presa de Guadalteba no comenzó a embalsar agua hasta octubre de 1971, mientras que la presa de Guadalhorce empezó en junio de 1973.
Al construir estas dos presas, se vieron también obligados a renovar la línea de ferrocarril y a construir tres tramos de carreteras, ya que tanto un tramo de la línea de ferrocarril como carreteras quedaron inundadas por los embalses. Al igual que quedaron inundadas un tramo de la vía de ferrocarril y carreteras, también tuvieron que desalojar a los vecinos del pueblo de Peñarrubia y a su barriada, Gobantes, donde se encontraba la estación de ferrocarril.
Estas dos últimas presas, (Guadalhorce-Guadalteba) unen sus aguas para luego adherirse a las aguas ya reguladas del embalse Conde de Guadalhorce; las cuales se recogen en el embalse de Gaitanejo, antes de introducirse por el desfiladero de los Gaitanes.
Un dato importante del conjunto de embalses reside en que su explotación está condicionada por la existencia de importantes aportes salinos al vaso del Guadalhorce; el más importante es el conocido, pero mal llamado, "Manantial de Meliones", el cual es uno de los puntos donde se genera más salinidad.

## Lugares de interés

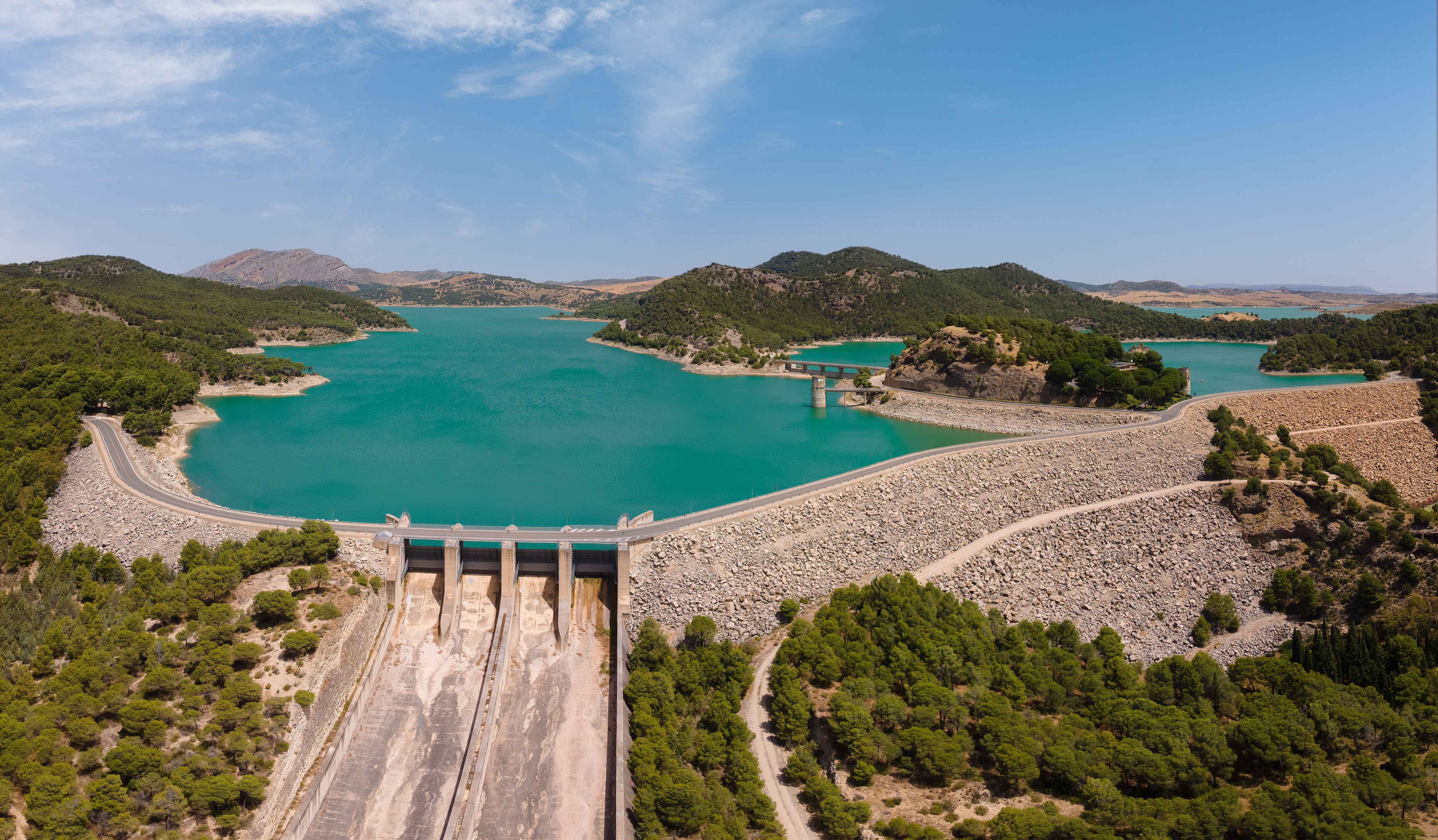
Embalse Guadalhorce-Guadalteba

Una de las cosas más emblemáticas de visitar en los embalses es el denominado "Sillón del Rey"; que es un conjunto de dos bancos, un sillón y una mesa todo hecho de piedra, donde el rey Alfonso XIII firmó la terminación de las obras del embalse Conde de Guadalhorce.
Desde el Sillón del rey, a la otra orilla del embalse se puede observar la "Casa del ingeniero" o "Casa del Conde", a la cual está cerrado el paso.
También en el embalse Conde de Guadalhorce se puede observar la fachada de la Iglesia, la cual fue utilizada también como colegio. Otro de los lugares de interés de los embalses es el "Mirador", desde el cual se puede observar, a vista de pájaro todo el conjunto de los embalses.
Los embalses cuentan  con varias vías de senderos, donde poder disfrutar de la naturaleza en primera persona. Además, también cuenta con zonas de camping, donde se ubica un museo de la zona.

## Flora y fauna
En cuanto a la flora, lo que más abunda en todo el entorno es el pino autóctono, dejándose ver también eucaliptos y matorrales como tomillo, romero y retama.
Y en cuanto a la fauna, si hablamos de los peces que habitan los embalses, podemos hablar de una abundante población de barbos y carpas, y una muy pobre población de lucios. Si hablamos de ornitología, debemos mencionar, entre los más destacados la chova, la paloma, el martín pescador, el vencejo, el búho y el buitre leonado entre otros. Y si hablamos de mamíferos, en este entorno conviven desde conejos y liebres, hasta gatos y cabras monteses.